# David Levy
David Levy (på hebraisk דוד לוי), (født 21. december 1937 i Rabat, Marokko, død 2. juni 2024) var en israelsk politiker, der i tre omgange, fra 1990 og 1992, fra 1996 til 1998 og fra 1999 til 2000 var sit lands udenrigsminister. 
Levy blev født i Marokkos hovedstad Rabat, men flyttede i 1957 til Israel. I 1969 blev han valgt til det israelske parlament Knesset, hvor han repræsenterede det konservative Likud-parti. Han var parlamentsmedlem helt frem til år 2006. I tre omgange var han sit lands udenrigsminister, og var en overgang også vice-premierminister.